# Tynemouth Castle
Tynemouth Castle är ett slott i Storbritannien.   Det ligger i distriktet North Tyneside i Tyne and Wear i riksdelen England, i den centrala delen av landet, 400 km norr om huvudstaden London. Tynemouth Castle ligger 29 meter över havet.
Terrängen runt Tynemouth Castle är platt. Havet är nära Tynemouth Castle åt nordost.  Närmaste större samhälle är Newcastle upon Tyne, 13,4 km väster om Tynemouth Castle. 